# NGC 3813
NGC 3813 is een spiraalvormig sterrenstelsel in het sterrenbeeld Grote Beer. Het hemelobject werd op 28 april 1785 ontdekt door de Duits-Britse astronoom William Herschel.

## Synoniemen
- UGC 6651
- MCG 6-26-19
- ZWG 186.24
- PGC 36266